# روكاسبارفيرا
روكاسبارفيرا هي بلدية (كوميون) في مقاطعة كونيو الواقعة في منطقة بيمونت الإيطالية؛ تقع على بعد نحو 80 كيلومتر (50 ميل) جنوب تورينو ونحو 10 كيلومتر (6 ميل) جنوب غرب كونيو.
تقع روكاسبارفيرا على حدود البلديات التالية: بيرنيزو، بورغو سان دالماتسو، تشيرفاسكا، غايولا، ريتانا، فيجنولو.

## المدن التوأم
- ريلان، فرنسا (1996)